# پادمان‌هان بالارام
پادمان‌هان بالارام (انگلیسی: Padmanabhan Balaram؛  – ) دانشمند در زمینه بیوشیمی اهل هند بود.